# رود اودا
رود اودا (انگلیسی: Uda) یک رودخانه در سرزمین خاباروفسک کشور روسیه است.